# Jorge Guillén
Jorge Guillén (ur. 18 stycznia 1893 w Valladolid, zm. 6 lutego 1984 w Maladze) – hiszpański poeta, należący do pokolenia 1927.
Studia odbył w Sorbonie (1917–1923). Pracował, będąc profesorem uniwersytetów w Murcji, Sewilli, później na Harvardzie. W latach (1938–1977) na emigracji w Kanadzie.
Twórca poezji intelektualnych, bogatych w zawiłą i trudną do odczytania metaforykę, odznaczających się dbałością o precyzję formy poetyckiej. Był mistrzem poezji czystej, przekazującą filozoficzne treści. Jego zbiory: Cántico (1928–1950, kolejne wydania rozszerzone), Clamor. Maremágnum (1957), Clamor... Que van a dar en la mar (1960), Clamor. A la altura de las circunstancias (1963), Aire nuestro: cántico, clamor, homenaje (1968), Y otros poemas (1973), Historia muy natural (1980), Final (1981), La expresión (1981).